# 40 Dias e 40 Noites
40 Dias e 40 Noites (40 Days and 40 Nights no original) é um filme de comédia romântica de 2002 dirigido por Michael Lehmann, escrito por Rob Perez e estrelado por Josh Hartnett, Shannyn Sossamon e Paulo Costanzo. O filme retrata Matt Sullivan, durante um período de abstinência de qualquer contato sexual durante o período de Quaresma.

## Sinopse
Matt Sullivan (Josh Hartnett) e seu companheiro de quarto, Ryan (Paulo Costanzo), são colegas de trabalho em uma empresa ponto com de São Francisco. Matt é obcecado com sua ex-namorada, Nicole (Vinessa Shaw), e sua obsessão faz com que ele repetidamente tenha problemas durante tentativas de uma noite. Ele confessa seus problemas sexuais com seu irmão, John (Adam Trese), que está treinando para se tornar um padre católico. Na tentativa de resolver seus problemas, Matt promete abster-se de estimulação sexual, incluindo masturbação, para os próximos 40 dias e 40 noites de Quaresma. John avisa Matt que a castidade não é fácil; Enquanto isso, Ryan começa um bolão no trabalho que se torna popular para apostar em quanto tempo pode durar a castidade de Matt.
Matt encontra Erica (Shannyn Sossamon), uma cyber babá, e eles começam a namorar. Eles enfrentam muitos desafios em seu relacionamento, incluindo a descoberta de seu voto celibato e contínuos sentimentos de Matt para Nicole. Colegas de trabalho de Matt fazer muitas tentativas sem sucesso em convencê-lo a ter relações sexuais, a fim de ganhar o bolão e, como o passar dos dias a obsessão de Matt com o sexo cresce. Em um ponto ele com raiva pega uma revista pornográfica de uma mesa de escritório e começa a marchar em direção a um banheiro, a fim de se masturbar, mas seus colegas de trabalho detê-lo e convencê-lo a manter sua promessa.
Apesar da variedade de cada vez mais poderosos incentivos culturais para sexo e orgasmo envolvendo Matt-escassamente com vestidos de mulheres, outdoors, o compromisso do celibato—Matt detém, e começa a frustrar um monte de pessoas ao redor dele que tinham totalmente esperado dele para quebrá-lo muito antes de ele poderia chegar perto de seu objetivo. Enquanto isso, Erica e Matt estão caindo no amor, e eles planejam um encontro especial para a noite 40 para comemorar a conclusão com sucesso de seu voto. No dia 40, sua ex-namorada Nicole fica sabendo das apostas, faz uma grande aposta e depois estupra Matt enquanto ele está dormindo.
Erica posteriormente acredita que Matt desonrou seu voto e foi infiel a ela, mas Matt ganha Erica de volta, lembrando-lhe dos momentos especiais que compartilharam durante seu relacionamento. Os dois conciliar no quarto de Matt por muitas horas, com seus colegas de trabalho fazendo um novo bolão de apostas sobre a duração da sua resistência.

## Elenco
- Josh Hartnett como Matt Sullivan
- Shannyn Sossamon como Erica Sutton
- Paulo Costanzo como Ryan
- Maggie Gyllenhaal como Sam
- Vinessa Shaw como Nicole
- Adam Trese como John Sullivan
- Griffin Dunne como Jerry Anderson
- Keegan Connor Tracy como Mandy
- Emmanuelle Vaugier como Susie
- Monet Mazur como Candy
- Christine Chatelain como Andie
- Stanley Anderson como Father Maher
- Lorin Heath como Diana
- Glenn Fitzgerald como Chris
- Jarrad Paul como Duncan
- Terry Chen como Neil
- Kai Lennox como Nick
- Chris Gauthier como Mikey
- Barry Newman como Walter Sullivan
- Mary Gross como Bev Sullivan
- Dylan Neal como David Brokaw

## Produção
Originalmente, os atores Ashton Kutcher e Katie Holmes estavam escalados para os personagens Matt e Erica.
Entre os filmes adultos de Matt estão títulos, que brincam com outras produções do cinema, como: Midnight Tease, Emmanuelle: First Contact, Penthouse: Dear Diary, Penthouse: Pet of the Year & Friends, Penthouse: The Ultimate Pet Games, Banging Wood, In Diana Jones and the Temple of Poon e Wet Slappin.

### Filmagens
40 Days and 40 Nights foi filmado em locações em Potrero Hill, São Francisco, Califórnia.

## Lançamento

### Resposta da crítica
O filme recebeu principalmente comentários mistos a negativos, Rotten Tomatoes deu ao filme uma pontuação de 38% com base em opiniões de 134 críticos. Metacritic deu ao filme uma pontuação de 53% com base em comentários de 33 críticos.
Roger Ebert do Chicago Sun-Times deu ao filme 3 de 4 estrelas. Ele elogia o diretor Michael Lehmann para elevar o filme acima do nível da comédia sexual através de sua simpatia por seus personagens e uso de humor para examinar a natureza humana. Ele também credita escritor Rob Perez para o diálogo sobre sexo com "mais complexidade e nuances do que esperamos." Ebert criticou a cena do estupro, no final do filme, em que ele não está sozinho, dizendo que "toda a participação de Nicole é ofensivo e desnecessário, e que havia uma maneira mais doce e mais engraçado para resolver tudo."

### Bilheteria
O filme recebeu um total mundial de mais de $95 milhões.

### Prêmios
Em 2005, a revista Empire incluiu o filme em sua lista de "Piores Cenas de Sexo".